# 四国大陽日酸
四国大陽日酸株式会社（しこくたいようにっさん）は、徳島県徳島市北田宮一丁目に本社を置く化学工業メーカー。旧社名「徳島酸素工業」。

## 支社
- 徳島支社
- 阿南支社
- 香川支社
- 愛媛支社
- 高知支社